# Polyscias neraudiana
Polyscias neraudiana é uma magnoliophyta da família Araliaceae e endémica em Maurícia.